# Центральные Каракумы
Центральные Каракумы (также Низменные Каракумы; туркм. Merkezi Garagum) занимают центральную часть пустыни Каракумы (Чёрные пески) в республике Туркмения. Представляют собой пониженную равнину, откуда и их альтернативное название. От Заунгузских Каракумов, расположенных на возвышенном плато, низменные Центральные отделяет впадина Унгуз.
В 1972 году Центральные Каракумы получили большую известность в истории, благодаря экспедиции российских археологов под руководством В. И. Сарианиди, которым удалось обнаружить в песках огромные древние города и другие, более мелкие поселения .
Постоянное население почти отсутствует, поскольку подземные воды в центральных частях Каракум высокоминерализованы, извлекаются в основном в колодцах. Через Центральные Каракумы планируется проложить участок газопровода «Центральные Каракумы – Йыланлынская газокомпрессорная станция».